# Автошлях Т 2409
Автошля́х Т 2409 — автомобільний шлях територіального значення у Черкаській та Київській областях. Пролягає територією Золотоніського району через Золотоношу — Драбів — Шрамківку до перетину з М03 в Бориспільському районі Київської області. Загальна довжина — 61,5 км.

## Маршрут
Автошлях проходить через такі населені пункти:
| Автошлях Т 2409      |        |
| Черкаська область    |        |
| Золотоніський район  |        |
| Золотоноша           | Н08Н16 |
| Сеньківці            |        |
| Драбівці             |        |
| Ашанівка             |        |
| Великий Хутір        |        |
| Драбів               | Т 2412 |
|                      | Т 2410 |
| Мировичі             |        |
| Шрамківка            |        |
| Кононівка (селище)   |        |
| Кононівка (село)     |        |
| Київська область     |        |
| Бориспільський район |        |
|                      | E40М03 |